# Asperula puberula
Asperula puberula är en måreväxtart som beskrevs av Eugen von Halácsy och Paul Ernst Emil Sintenis. Asperula puberula ingår i släktet färgmåror, och familjen måreväxter.
Artens utbredningsområde är Grekland. Inga underarter finns listade i Catalogue of Life.